# Universidade da Islândia
A Universidade da Islândia (em islandês:  Háskóli Íslands  PRONÚNCIA) é a instituição de ensino superior pública mais importante da Islândia. Está localizada em Reykjavík, a capital do país.

É frequentada por cerca de 14 000 estudantes (2025).

Foi fundada em 1911, tendo durante o seu primeiro ano de funcionamento apenas quarenta e cinco estudantes matriculados. 

## Escolas e faculdades
A Universidade da Islândia é constituída por 5 escolas, compreendendo 26 faculdades, oferecendo 400 programas de estudo.

- Escola de Educação
- Escola de Engenharia e Ciências Naturais
- Escola de Ciências da Saúde
- Escola de Ciências Humanas
- Escola de Ciências Sociais

## Galeria

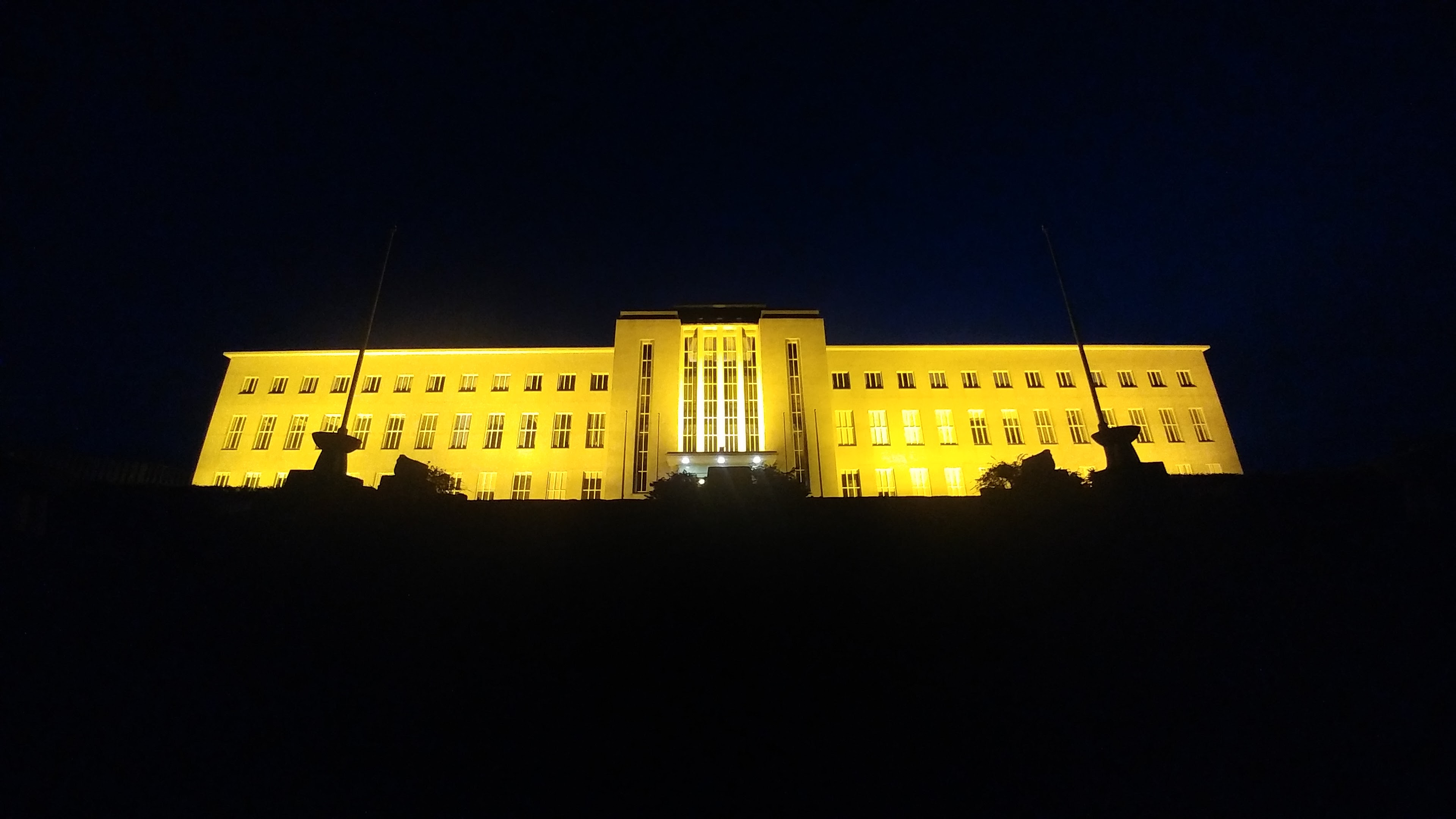
Edifício principal  à noite
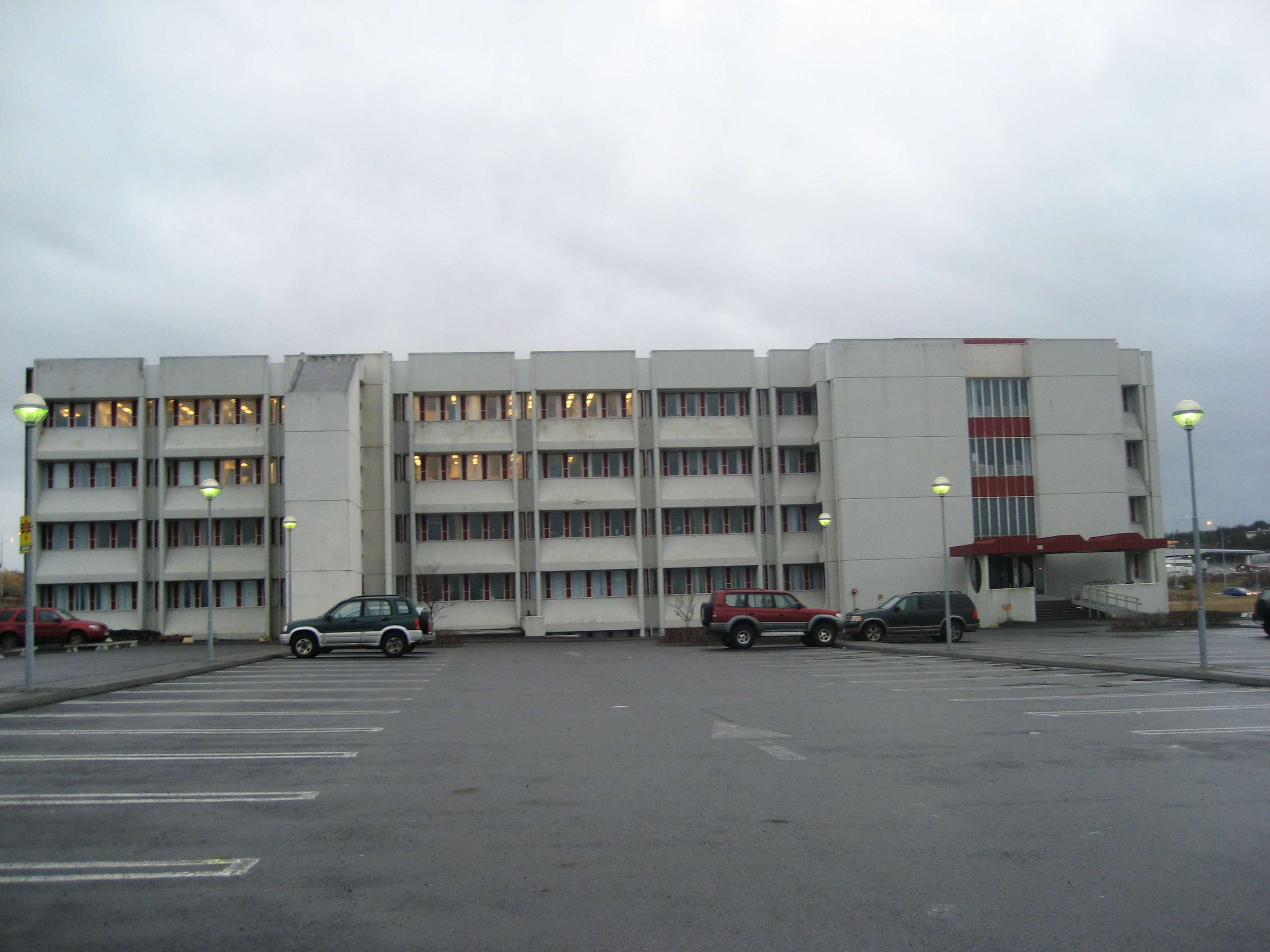
Læknagarður, com a Faculdade de Medicina
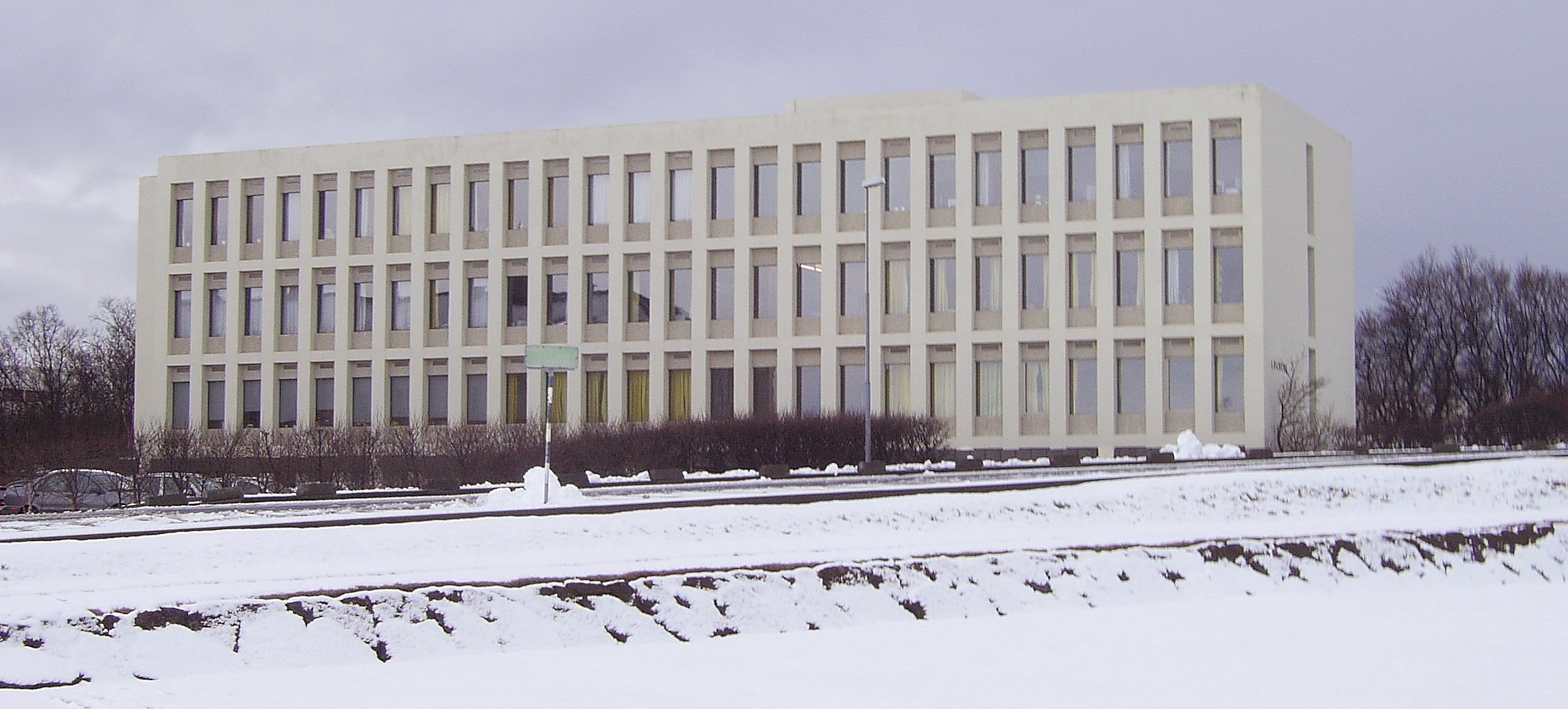
Lögberg, com a Faculdade de Direito
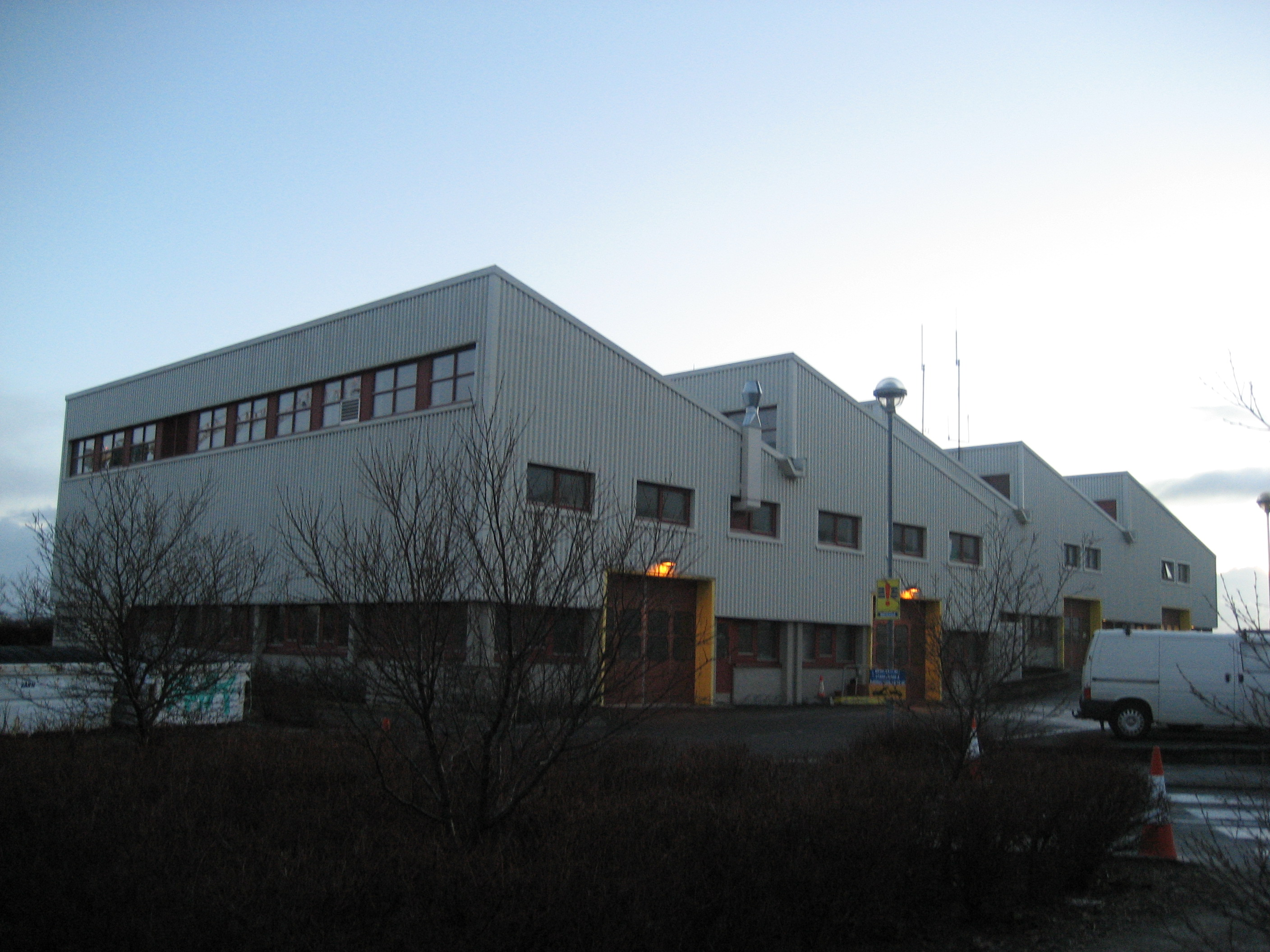
Edifício VR III